# Joel Ekstrand
Lars Henning Joel Ekstrand (ur. 4 lutego 1989 w Lund) – szwedzki piłkarz występujący na pozycji obrońcy.

## Kariera klubowa
Ekstrand treningi rozpoczął w klubie Lunds BK. W 2006 roku trafił do juniorskiej ekipy klubu Helsingborgs IF, a w 2008 roku został włączony do jego pierwszej drużyny. W Allsvenskan zadebiutował 31 marca 2008 roku w wygranym 3:0 meczu z GIF Sundsvall. W sezonie 2008 rozegrał 26 ligowych spotkań, a także zajął z zespołem 4. miejsce w lidze. W następnym sezonie zagrał w 24 ligowych pojedynkach, a Helsingborg uplasował się na 8. miejscu w końcowej klasyfikacji Allsvenskan. 10 maja 2010 roku w wygranym 3:1 spotkaniu z Gefle Ekstrand strzelił pierwszego gola w trakcie gry w ekstraklasie. Od stycznia 2011 roku jest zawodnikiem włoskiego Udinese Calcio. W 2012 roku wypożyczono go do Watfordu.

## Kariera reprezentacyjna
W reprezentacji Szwecji Ekstrand zadebiutował 23 stycznia 2010 roku w zremisowanym 1:1 towarzyskim meczu z Syrią.